# ديفيد شيبرد (لاعب اتحاد الرغبي)
ديفيد شيبرد (بالإنجليزية: David Shepherd)‏ هو لاعب اتحاد الرغبي أسترالي، ولد في 1936، وتوفي في 1 أكتوبر 2003.